# Ostheim (Cologne)
Pour les articles homonymes, voir Ostheim (homonymie).
Ostheim est un quartier situé à Kalk, un district situé dans la partie orientale de Cologne. 
Jusqu'au XIXe siècle , Ostheim était un petit village agricole. Au cours de l'industrialisation des villes de Kalk et de Mülheim sur le Rhin, Ostheim devint un quartier résidentiel pour les ouvriers des usines locales. Avec l'incorporation de la mairie de Merheim le 1er avril 1914, Ostheim devint un district indépendant de Cologne.